# Nunzio DeFilippis
Nunzio DeFilippis (né à Flushing, New York) est un scénariste américain de comics. 

## Biographie
Il étudie au Vassar College où il rencontre Christina Weir (en), sa future femme. Il continue ses études à l'Université de Californie du Sud de Los Angeles où il obtient son diplôme (Master of Fine Arts) : une maîtrise en scénarisation,.
Il travaille souvent en collaboration avec sa femme Christina Weir sur des scénarios. Tous deux ont écrit deux saisons pour la série d'HBO Arli$$, et ont vendu des idées d'histoires à Disney Channel pour Kim Possible. C'est Greg Rucka qui les pousse à travailler dans le domaine des comics. Ils ont écrit plusieurs romans graphiques et mini-séries pour l'éditeur indépendant Oni Press comme Skinwalker, Three Strikes, Maria's Wedding, The Tomb, Once In A Blue Moon, the Amy Devlin Mysteries, Frenemy Of The State (écrit avec Rashida Jones) et Bad Medicine. Leur travail chez Oni les mène à travailler pour Marvel Comics où ils relancent les New Mutants. Ce livre est renommé New X-Men: Academy X. Leur run sur ces titres durera trois ans et ils créent près de deux douzaines de nouveaux mutants aux super-pouvoirs pour la franchise X-Men de Marvel dont Surge, Hellion, Alizé, Prodigy, Giroflée, Elixir, Tag, Rockslide, Mercury, Anole et Wither.
Ils ont également écrit pour DC Comics des récits pour les séries Wonder Woman, Adventures of Superman et Batman Confidential ainsi que pour Dark Horse avec Dragon Age: Knight Errant. Le couple travaille aussi sur l'adaptation de manga japonais pour le marché américain. Ils ont adapté pour Del Rey les titres Guru-Guru Pon-Chan, Chocola et Vanilla et Kagetora. Ils ont aussi écrit des mangas originaux en langue anglaise (Amerimanga) pour Seven Seas Entertainment, écrivant un des titres principaux de la compagnie Amazing Agent Luna (en) et le manga de pirate Destiny's Hand (en). DeFilippis écrit aussi, sans sa femme, un numéro de Detective Comics de DC Comics.
Il enseigne l'écriture de comics à l'UCLA Extension avant d'enseigner la scénarisation et l'écriture de comic book dans la branche de Los Angeles de la New York Film Academy, où il est maintenant Président du Département de la scénarisation et Doyen de la Faculté.

### Vie privée
Nunzio DeFilippis épouse Christina Weir en 2000.

## Bande dessinée

### Marvel Comics
- 2003 - 2004 : La série Nouveaux Mutants 2000
- 2004 - 2005 : La série New X-Men: Academy X

### DC Comics
- 2005 - 2006 : n° 644 à 648 de Superman
- Wonder Woman
- Batman
- Detective Comics

### Oni Press
- 2002 : Skinwalker
- 2003 : Three Strikes
- 2003 : Maria's Wedding
- 2004 : The Tomb
- 2010 : All Saints' Day: An Amy Devlin Mystery

### Seven Seas Entertainment
Les deux Amerimanga suivants
- 2005 - 2011 : Amazing Agent Luna (en)
- 2011 - 2012 : Dracula Everlasting

### Divers
- 2009 Bakugan Battle Brawlers

## Scénario pour la télévision
- Deux saisons de la série télévisée Arliss
- Des films d'animation de Kim Possible, produit par Disney